# Dancing With The Dead
Dancing With The Dead er det fjerde album fra det svenske industrial metal-band Pain der blev udgivet i 2005 gennem Stockholm Records. Der blev også udgivet en speciel version med syv ekstra numre og en bonus DVD.

## Numre
1. "Don't Count Me Out" – 4:39
2. "Same Old Song" – 3:58
3. "Nothing" – 4:07
4. "Tables Have Turned" – 4:22
5. "Not Afraid To Die" – 4:15
6. "Dancing With The Dead" – 4:13
7. "Tear It Up" – 3:57
8. "Bye / Die" – 3:02
9. "My Misery" – 3:56
10. "A Good Day To Die" – 3:44
11. "Stay Away" – 3:19
12. "Third Wave" – 3:50

### Speciel versiones ekstranumre
1. "End of the Line"
2. "Suicide Machine"
3. "On and On"
4. "Shut Your Mouth"
5. "Just Hate Me"
6. "Same Old Song"
7. "Behind the Music"